# Vielas d'Auson
Vielas d'Auson (en francès Villes-sur-Auzon) és un municipi francès situat al departament de la Valclusa i a la regió de Provença – Alps – Costa Blava.

## Geografia

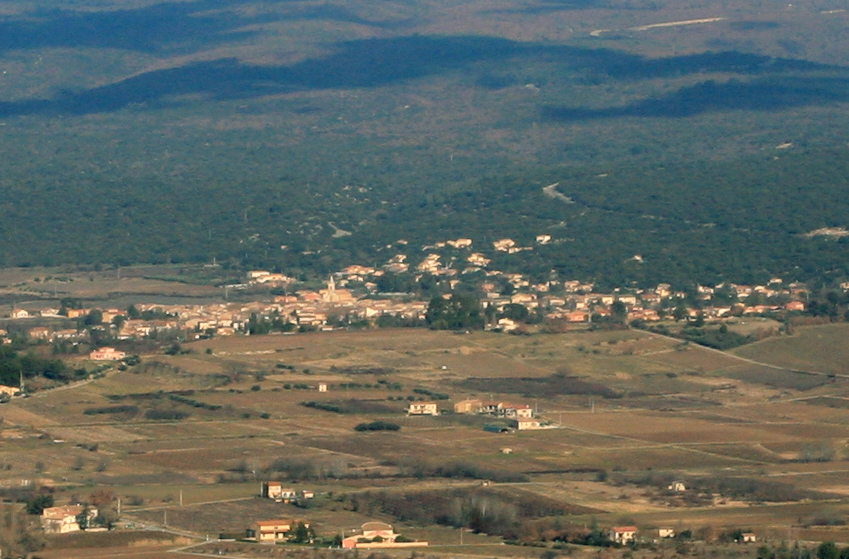
Vielas d'Auson vista des del poble veí de Blauvac.

El municipi limita amb Flaçan al nord, Monius a l'est, Blauvac al sud, i Mormeiron a l'oest, i està situat al sud-est i als peus del Mont Ventoux. Per la seva posició geogràfica, també es troba a prop de les Gorges de la Nesque.

## Demografia
| 1962                                       | 1968 | 1975 | 1982 | 1990 | 1999  | 2006  | 2007  | 2012  | 2017  | 2020  |
| ------------------------------------------ | ---- | ---- | ---- | ---- | ----- | ----- | ----- | ----- | ----- | ----- |
| 768                                        | 769  | 771  | 767  | 915  | 1.030 | 1.221 | 1.249 | 1.297 | 1.287 | 1.273 |
| Des de 1962: població sense dobles comptes |      |      |      |      |       |       |       |       |       |       |

## Administració
| Període   | Identitat                               | Partit |
| --------- | --------------------------------------- | ------ |
| 2020-     | Frédéric Rouet                          | Sans   |
| 2014-2020 | Frédéric Rouet                          | DVG    |
| 2008-2014 | Robert Dufour                           |        |
| 2001-2008 | Guy Viau / Odette Boyac / Robert Dufour |        |
| 1995-2001 | Guy Viau                                |        |
| 1977-1995 | Jean Courbet                            |        |

## Personalitats vinculades al municipi
- Prosper de Tournefort (1761-1844), fill de la localitat, advocat i diputat al Comtat Venaissí, va contribuir en els primers mesos a la redacció dels Articles de constitution de 1789. Després d'un exili a Itàlia, va demanar el sacerdoci, nomenat a Lió i a Compiègne, esdevingué bisbe de Llemotges el 1824.[4]
- René Seyssaud (1867-1952), pintor de la vida camperola de Vielas d'Auson.[5]
- Alexander Grothendieck (1928-2014), matemàtic, hi va viure l'any 1986.[6]
- Els justos entre les Nacions procedents de Vielas d'Auson van ser:
  - Andrea Bézer.[7]
  - René Bézer.[8]